# Liste der Baudenkmale in Krebeck
In der Liste der Baudenkmale in Krebeck sind alle Baudenkmale der niedersächsischen Gemeinde Krebeck im Landkreis Göttingen aufgelistet. Stand der Liste das Jahr 1997.

## Allgemein
Krebeck wurde erstmals 1256 urkundlich erwähnt. Der Ortsteil Renshausen wurde erstmals 1013 als Reinolveshusen genannt.
In den Spalten befinden sich folgende Informationen:
- Lage: die Adresse des Baudenkmales und die geographischen Koordinaten. Kartenansicht, um Koordinaten zu setzen. In der Kartenansicht sind Baudenkmale ohne Koordinaten mit einem roten Marker dargestellt und können in der Karte gesetzt werden. Baudenkmale ohne Bild sind mit einem blauen Marker gekennzeichnet, Baudenkmale mit Bild mit einem grünen Marker.
- Bezeichnung: Bezeichnung des Baudenkmales
- Beschreibung: die Beschreibung des Baudenkmales. Unter § 3 Abs. 2 NDSchG werden Einzeldenkmale und unter § 3 Abs. 3 NDSchG Gruppen baulicher Anlagen und deren Bestandteile ausgewiesen.
- ID: die Objekt-ID des Baudenkmales
- Bild: ein Bild des Baudenkmales, ggf. zusätzlich mit einem Link zu weiteren Fotos des Baudenkmals im Medienarchiv Wikimedia Commons. Wenn man auf das Kamerasymbol klickt, können Fotos zu Baudenkmalen aus dieser Liste hochgeladen werden:

## Krebeck
| Lage                                                      | Bezeichnung                    | Beschreibung | ID       | Bild |
| --------------------------------------------------------- | ------------------------------ | --- | -------- | ---- |
| Hauptstraße 25 51° 35′ 16″ N, 10° 7′ 26″ O                | Wohnhaus                       | | 35271928 | BW   |
| Hauptstraße 29 51° 35′ 16″ N, 10° 7′ 22″ O                | Kirche St. Alexander u. Brüder | Die katholische Kirche St. Alexander und Brüder wurde 1716 erbaut, wobei ein spätmittelalterlicher Turm mit in die Kirche einbezogen wurde. Im 19. Jahrhundert erhielt der Turm eine Spitzhelm, dieser ist verschiefert. Im Inneren befindet sich ein spätbarocker Hochaltar. | 35271948 |      |
| Hauptstraße 29 51° 35′ 16″ N, 10° 7′ 22″ O                | Bildstock                      | Einzeldenkmal der Baudenkmal-Gruppe Hauptstr. 29,31 / Kirchring 6,19 (ID 35230979) | 35271971 | BW   |
| Hauptstraße 31 51° 35′ 16″ N, 10° 7′ 20″ O                | Wohnhaus                       | Einzeldenkmal der Baudenkmal-Gruppe Hauptstr. 29,31 / Kirchring 6,19 (ID 35230979) | 35271993 | BW   |
| Hauptstraße 31 51° 35′ 16″ N, 10° 7′ 21″ O                | Nebengebäude                   | Einzeldenkmal der Baudenkmal-Gruppe Hauptstr. 29,31 / Kirchring 6,19 (ID 35230979) | 35272015 | BW   |
| Kirchring 6 51° 35′ 15″ N, 10° 7′ 22″ O                   | Pfarrhaus                      | Einzeldenkmal der Baudenkmal-Gruppe Hauptstr. 29,31 / Kirchring 6,19 (ID 35230979) | 35272083 | BW   |
| Kirchring 19 51° 35′ 16″ N, 10° 7′ 19″ O                  | Wohnhaus                       | Einzeldenkmal der Baudenkmal-Gruppe Hauptstr. 29,31 / Kirchring 6,19 (ID 35230979) | 35272105 | BW   |
| Osteroder Straße/Gartenstraße 51° 35′ 20″ N, 10° 7′ 38″ O | Wegekreuz                      | | 35272127 |      |
| Rote Straße/Rasenweg 51° 35′ 14″ N, 10° 7′ 8″ O           | Wegekreuz                      | | 35272147 |      |

## Renshausen
| Lage                                                   | Bezeichnung     | Beschreibung | ID       | Bild |
| ------------------------------------------------------ | --------------- | --- | -------- | ---- |
| Am Kirchberg/Auf dem Klimp 51° 36′ 15″ N, 10° 6′ 16″ O | Bildstock       | | 35272277 |      |
| Am Kirchberg/Auf dem Klimp 51° 36′ 12″ N, 10° 6′ 8″ O  | Sandsteinmauer  | Die Mauer umgibt den Paterhof und den Kirchhof entlang der Straßen Am Kirchberg und Auf dem Klimp. Einzeldenkmal der Baudenkmal-Gruppe Am Kirchberg 5,9 (ID 35231007) | 35272447 | BW   |
| Am Kirchberg 5 51° 36′ 13″ N, 10° 6′ 12″ O             | Pfarrhaus       | Einzeldenkmal der Baudenkmal-Gruppe Am Kirchberg 5,9 (ID 35231007) | 35272167 |      |
| Am Kirchberg 5 51° 36′ 14″ N, 10° 6′ 14″ O             | Brunnenhaus     | Einzeldenkmal der Baudenkmal-Gruppe Am Kirchberg 5,9 (ID 35231007) | 35272211 | BW   |
| Am Kirchberg 5 51° 36′ 12″ N, 10° 6′ 12″ O             | Backhaus        | Einzeldenkmal der Baudenkmal-Gruppe Am Kirchberg 5,9 (ID 35231007) | 35272189 |      |
| Am Kirchberg 9 51° 36′ 12″ N, 10° 6′ 9″ O              | Kirche          | Die katholische Kirche Mariä Geburt wurde von 1846 bis 1850 erbaut. Bereits davor gab es eine Kirche in Renshausen, die aber 1851 abgebrochen wurde. Im Inneren befindet sich ein von Josephus Blume geschaffenes Gnadenbild des Heiligen Josef. Das Bild ist Ziel einer Wallfahrt am dritten Märzsonntag. Einzeldenkmal der Baudenkmal-Gruppe Am Kirchberg 5,9 (ID 35231007) | 35272233 |      |
| Mönchstraße 16 51° 36′ 7″ N, 10° 6′ 9″ O               | Wohnhaus        | Einzeldenkmal der Baudenkmal-Gruppe Mönchstraße 16 (ID 35231021) | 35272341 | BW   |
| Mönchstraße 16 51° 36′ 6″ N, 10° 6′ 10″ O              | Scheune         | Einzeldenkmal der Baudenkmal-Gruppe Mönchstraße 16 (ID 35231021) | 35272364 | BW   |
| Neustadt 51° 36′ 22″ N, 10° 6′ 27″ O                   | Wegemal         | | 35272385 | BW   |
| Opferdamm 51° 36′ 18″ N, 10° 6′ 10″ O                  | Kreuzwegstation | | 35272405 | BW   |